# Leisa Sheridan
Leisa Sheridan, född 28 maj 1964 i Omaha, Nebraska, USA, är en amerikansk fotomodell och skådespelare.
Leisa Sheridan var Playboys Playmate of the Month i juli 1993.